# Монтелюпих
Монтелю́пих (пол. Więzienie Montelupich) — название тюрьмы, находившейся на одноимённой улице в Кракове, Польша. В настоящее время в этом здании также располагается следственное управление.

## История
Здание тюрьмы Монтелюпих было построено в XVI веке и принадлежало шляхетскому роду итальянского происхождения Монтелюпи. С 1905 года в здании размещался австро-венгерский военный суд, который ранее располагался в Вавеле. Позднее в здании была оборудована тюрьма.
Во время Второй мировой войны в здании на улице Монтелюпих была тюрьма Гестапо. С 1940 по 1944 год через тюрьму на улице Монтелюпих прошло около 50 тысяч заключённых, большинство которых были поляками и евреями. В тюрьме содержались профессора Ягеллонского университета, арестованные во время акции «Sonderaktion Krakau». В это время на территории тюрьмы проводились массовые экзекуции, многих заключённые казнили в окрестностях Кракова (в Форте 49 «Кшеславице» и селе Подлэнже). Большинство заключённых после пыток переправлялись в концентрационные лагеря Освенцим и Плашов. В концентрационном лагере Плашов заключённых расстреливались на месте, называемом Хуёвой-Гуркой.
Казни заключённых для устрашения польского населения проводились также в самом Кракове на улице Камедульска-Глинник.
2 февраля 1944 года около села Подлэнже были расстреляны 100 поляков. Эта акция стала ответом немцев на неудачную попытку покушения на генерал-губернатора Ганса Франка, которую совершили 29 января 1944 года партизаны из Армии крайовой.
Экзекуции проводились под командованием Вильгельма Копе.
После 1945 года в здании на улице Монтелюпих располагалась тюрьма Министерства безопасности Польши и НКВД, через которую прошло несколько тысяч политических заключённых и противников коммунистического режима, главным образом военнослужащие Армии крайовой, гражданско-военной организации Свобода и Независимость и члены УПА.
В конце 40-х годов XX столетия в тюрьме были казнены члены администрации концентрационного лагеря Освенцим, осуждённые на Первом освенцимском процессе.
21 апреля 1988 года в тюрьме была произведена последняя в Польше смертная казнь.
В настоящее время в здании находится следственное управление.

## Известные заключённые
- Бандера, Василий Андреевич — украинский общественный и политический деятель.
- Бандера, Степан Андреевич — украинский политический деятель, идеолог и теоретик украинского национализма.
- Фик, Игнаций (1904—1942) — польский поэт, публицист, литературный критик, деятель коммунистического движения.
- Владислав Финдыш — блаженный Римско-католической церкви.
- Кныхала, Иоахим (1952—1985) — польский серийный убийца.
- Мизерный, Мартин Васильевич (1910—1949) — украинский военный и политический деятель.